# Amtsgericht Zanow
Das Amtsgericht Zanow war ein preußisches Amtsgericht mit Sitz in Zanow, Provinz Pommern.

## Geschichte
Das königlich preußische Amtsgericht Zanow wurde mit Wirkung zum 1. Oktober 1879 als eines von zwölf Amtsgerichten im Bezirk des Landgerichtes Köslin im Bezirk des Oberlandesgerichtes Stettin gebildet. Der Sitz des Gerichtes war die Stadt Zanow. Sein Gerichtsbezirk umfasste aus dem Kreis Schlawe den Stadtbezirk Zanow und die Amtsbezirke Eventhin, Karnkewitz, Panknin, Ratteick und Zowen. Am Gericht bestand 1880 eine Richterstelle. Das Amtsgericht war damit ein kleines Amtsgericht im Landgerichtsbezirk.
Im Rahmen der Weltwirtschaftskrise wurden 60 Amtsgerichte als Folge von Sparverordnungen aufgehoben. Mit der Verordnung über die Aufhebung von Amtsgerichten vom 30. Juli 1932 wurde das Amtsgericht Zanow zum 30. September 1932 aufgehoben und sein Sprengel zwischen den Amtsgerichten Köslin und Pollnow (Landgericht Stolp) aufgeteilt.